# Garrett Stutz
Garrett Stutz, (Kansas City, Missouri, 10 de febrero de 1990) es un jugador de baloncesto estadounidense. Con 2.13 de estatura, su puesto natural en la cancha es el de pívot.

## Trayectoria
Formado en la Universidad de Wichita State (2008-12), tras probar en las Ligas de Verano de la NBA vivió su primera experiencia profesional en Corea, en el Anyang KGC, aunque acabó la temporada 2012-13 en la D-League con los Red Claws.
Debuta en Europa con el Energa Czarni Slupsk polaco (12,6 puntos y 7,1 rebotes). Al año siguiente fue campeón de la Liga Checa con el Nymburk. 
En la temporada 2015-16 jugó en el Tsmoki-Minsk bielorruso, en el que promedió 13,9 tantos y 7 rechaces en la VTB League y 13,1+7 en la FIBA Europe Cup.
En agosto de 2016 firma con el Divina Seguros Joventut, en el que estaría toda la temporada 2016/2017.
Tras su paso por España, se mudó a Japón para militar en la segunda división del país nipón, concretamente en Toyotsu, donde promediaría casi 21 puntos y más de 13 rebotes para 30 de valoración.